# Upplands runinskrifter 631

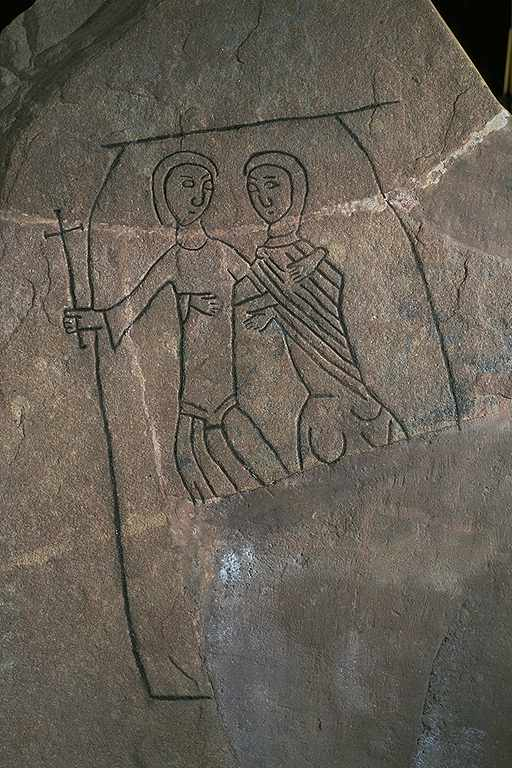
Figurerna på baksidan av U 631.

Upplands runinskrifter 631 är en vikingatida runsten av röd sandsten som fanns i Kalmar kyrka, Kalmar socken och Håbo kommun. Stenen försvann på 1600-talet men återfanns 1940 vid grävning av en grav. Stenen har troligen varit rest över en grav på kyrkogården. På baksidan av stenen finns en bild av en man och en kvinna som omfamnar varandra. U 631 förvaras på Statens historiska museum.
Namnet syhsa förekommer även på U 632 och det är tvivelsutan samma man som avses.

## Inskriften
Translitterering av runraden:
[nigulas + lit · rita · stena · eftiʀ · syhsa · fa]þur sen ·
Normalisering till runsvenska:
Nigulas let retta stæina æftiʀ Søgsa, faður sinn.
Översättning till nusvenska:
Nigulas lät uppresa stenarna efter Sögse, sin fader.
syhsa (i ackusativ) på båda U 631 och U 632 är ett ursprungligt binamn Søgsi, bildat efter ett ord med betydelsen ’tumult, stoj’.